# Malika Bendouda
Malika Bendouda (arabe : مليكة بن دودة) est une femme politique algérienne.
Elle soutient le Hirak durant sa première phase.
Elle est nommée ministre de la Culture au sein du gouvernement Djerad I le 4 janvier 2020. Elle est reconduite au sein du gouvernement Djerad II le 23 juin 2020 en tant que ministre de la Culture et des Arts.